# 上海交通大学校史博物馆
上海交通大学校史博物馆位于上海市徐汇区华山路1954号上海交通大学徐汇校区老图书馆内三层，展示了学校发展历程，是上海市爱国主义教育基地和青少年教育基地。1996年，上海交通大学百年校庆之际校史博物馆正式开馆。2021年4月9日，位於交大闵行校区的新校史博物館揭幕。

## 场馆介绍
博物馆保留了原有的室内建筑风格，展示了学校的发展历程，全面介绍了出自交通大学的各行业杰出人士，使用汉语和英语提供讲解服务。
- 第一展厅第一部分
- 第一展厅第二部分

## 参观信息
- 开放时间：周一至周五9:00-11:00， 14:00-17:00。
- 公共交通：轨道交通1、9号线徐家汇站；公交44、806、920、923、926路。